# Kąty (osada leśna w gminie Murowana Goślina)
Kąty – osada leśna w Polsce położona w województwie wielkopolskim, w powiecie poznańskim, w gminie Murowana Goślina.